# Hanne Vandewinkel
Hanne Vandewinkel (Bree, 21 maggio 2004) è una tennista belga.

## Carriera
Hanne è cresciuta a Zutendaal, nella provincia del Limburgo. Si è allenata presso la Wilson Luxilon Tenkie Academy con sede ad Hasselt.
Nell'ottobre 2020, ha vinto il torneo junior J3 Lousada Junior Cup II, sconfiggendo la statunitense Clervie Ngounoue in finale. Nell'aprile 2021, ha vinto il J2 Haskovo Cup, sconfiggendo l'italiana Lisa Pigato in finale. Il mese seguente, ha fatto il suo debutto in un Grand Slam Junior agli Open di Francia 2021 - Singolare ragazze, dove è stata sconfitta nel secondo turno dalla francese Océane Babel.
Hanne Vandewinkel ha vinto 9 titoli in singolare e 3 titoli in doppio nel circuito ITF in carriera. Il 16 giugno 2025 ha raggiunto il best ranking in singolare raggiungendo la 175ª posizione mondiale, mentre il 26 febbraio 2024 ha raggiunto la 444ª posizione in doppio.
Fa parte della squadra belga di Fed Cup compiendo il suo debutto nell'aprile 2024, rappresentando il suo paese durante i turni di qualificazioni contro gli Stati Uniti d'America, perdendo entrambi i due incontri di singolare contro Emma Navarro e Jessica Pegula. Ha un bilancio complessivo di 2 vittorie e 4 sconfitte.
Ha fatto il suo debutto nel circuito maggiore al BNP Paribas Open 2025, grazie ad una wildcard per le qualificazioni, dove è stata sconfitta nel primo turno dalla testa di serie numero 18 Jule Niemeier.

## Statistiche ITF

### Singolare

#### Vittorie (9)
| Torneo $100.000 (0) |
| Torneo $80.000 (0)  |
| Torneo $60.000 (0)  |
| Torneo $40.000 (2)  |
| Torneo $25.000 (3)  |
| Torneo $15.000 (4)  |

| N. | Data              | Torneo                                           | Superficie  | Avversaria in finale | Punteggio        |
| 1. | 23 ottobre 2022   | Magic Tours, Monastir                            | Cemento     | Eleni Kordolaimi     | 6-3, 1-6, 6-1    |
| 2. | 20 novembre 2022  | Magic Tours, Monastir                            | Cemento     | Anastasija Gur'eva   | 6-2, 6-1         |
| 3. | 27 novembre 2022  | Magic Tours, Monastir                            | Cemento     | Tsao Chia-yi         | 6-2, 7-5         |
| 4. | 5 marzo 2023      | Rafa Nadal Academy by Movistar, Manacor          | Cemento     | Bojana Klincov       | 6-1, 6-0         |
| 5. | 26 novembre 2023  | Kaeline WTT Pro Series Limassol, Limassol        | Cemento     | Sofia Costoulas      | 6-2, 4-6, 6-4    |
| 6. | 5 maggio 2024     | Hammamet Open, Hammamet                          | Terra rossa | Ikumi Yamazaki       | 6-1, 6-1         |
| 7. | 1º settembre 2024 | SIERS ITF World Tennis Tour Oldenzaal, Oldenzaal | Terra rossa | Polina Kudermetova   | 4-6, 6-2, 7-6(3) |
| 8. | 24 novembre 2024  | Lousada Indoor Open, Lousada                     | Cemento (i) | Susan Bandecchi      | 6-4, 6-2         |
| 9. | 19 gennaio 2025   | La Marsa Eomen's Tennis Tour, La Marsa           | Cemento     | Linda Klimovičová    | 6-4, 6-1         |

#### Sconfitte (6)
| Torneo $100.000 (0) |
| Torneo $80.000 (0)  |
| Torneo $60.000 (0)  |
| Torneo $40.000 (1)  |
| Torneo $25.000 (4)  |
| Torneo $15.000 (1)  |

| N. | Data            | Torneo                                         | Superficie  | Avversaria in finale | Punteggio        |
| 1. | 21 agosto 2022  | Duffel Ladies Open, Duffel                     | Terra rossa | Vicky Van de Peer    | 0-6, 3-6         |
| 2. | 6 agosto 2023   | Koge Open, Køge                                | Terra rossa | Lucija Ćirić Bagarić | 3-6, 5-7         |
| 3. | 13 agosto 2023  | Flanders Ladies Trophy Koksijde, Koksijde      | Terra rossa | Dejana Radanović     | 6-4, 6(4)-7, 2-6 |
| 4. | 2 marzo 2024    | Wiphold International, Pretoria                | Cemento     | Laura Pigossi        | 2-6, 6-4, 5-7    |
| 5. | 30 marzo 2024   | Terrassa Open, Terrassa                        | Terra rossa | Loïs Boisson         | 0-6, 6(8)-7      |
| 6. | 8 dicembre 2024 | Sharm ElSheikh Women's Future, Sharm el-Sheikh | Cemento     | Joanna Garland       | 4-6, 2-6         |

### Doppio

#### Vittorie (3)
| Torneo $100.000 (0) |
| Torneo $80.000 (0)  |
| Torneo $60.000 (0)  |
| Torneo $40.000 (0)  |
| Torneo $25.000 (1)  |
| Torneo $15.000 (2)  |

| N. | Data             | Torneo                                    | Superficie | Compagna         | Avversaria in finale                          | Punteggio   |
| 1. | 26 febbraio 2022 | Magic Tours, Monastir                     | Cemento    | Clervie Ngounoue | Mara Guth Mia Mack                            | 6-1, 6-2    |
| 2. | 4 marzo 2023     | Rafa Nadal Academy by Movistar, Manacor   | Cemento    | Joëlle Steur     | Yvonne Cavallé Reimers Marta González Encinas | 7-6(4), 6-2 |
| 3. | 25 novembre 2023 | Kaeline WTT Pro Series Limassol, Limassol | Cemento    | Julie Štruplová  | Katharina Hobgarski Guiomar Maristany         | 6-4, 6-4    |

#### Sconfitte (6)
| Torneo $100.000 (0) |
| Torneo $80.000 (0)  |
| Torneo $60.000 (0)  |
| Torneo $40.000 (1)  |
| Torneo $25.000 (3)  |
| Torneo $15.000 (2)  |

| N. | Data             | Torneo                                    | Superficie  | Compagna         | Avversaria in finale                  | Punteggio        |
| 1. | 13 agosto 2022   | Falnders Ladies Trophy Koksijde, Koksijde | Terra rossa | Amélie Van Impe  | Magali Kempen Lara Salden             | 2-6, 2-6         |
| 2. | 20 agosto 2022   | Duffel Ladies Open, Duffel                | Terra rossa | Amélie Van Impe  | Giulia Crescenzi Anastasija Suchotina | 4–6, 6–3, [8–10] |
| 3. | 22 ottobre 2022  | Magic Tours, Monastir                     | Cemento     | Radka Zelníčková | Lee Ya-Hsin Tsao Chia-yi              | 2-6, 4-6         |
| 4. | 26 agosto 2023   | BTHC Womens Open, Braunschweig            | Terra rossa | Amélie Van Impe  | Tea Lukic Joëlle Steur                | 4-6, 5-7         |
| 5. | 24 febbraio 2024 | Wiphold International, Pretoria           | Cemento     | Sofia Costoulas  | Lina Glushko Gabriela Knutson         | 6(5)-7, 6(4)-7   |
| 6. | 23 novembre 2024 | Lousada Indoor Open, Lousada              | Cemento (i) | Polina Iatcenko  | Julija Hatoŭka Jibek Kulambaeva       | 3-6, 6-1, [4-10] |